# Muhtar Kent
Ahmet Muhtar Kent, född 1 december 1952, är en amerikansk-turkisk företagsledare som var styrelseordförande och VD för världens största dryckestillverkare, amerikanska The Coca-Cola Company.
Han avlade en kandidatexamen i företagsekonomi vid University of Hull och en master of business administration vid Cass Business School.
Kent började inom Coca-Cola 1978 och hade olika marknadsförings- och chefstjänster fram till 1985 då han blev general manager för Coca-Cola:s dotterbolag för Turkiet och de centrala delarna i Asien. Fyra år senare blev han befordrad till president för deras division för Östeuropa och senior vicepresident för Coca-Cola International som har ansvaret för samtliga marknader utanför nordamerika. 1995 blev han igen befordrad till att bli vd för Coca-Cola Amatil-Europe som har hand om tappningen av koncernens drycker i hela Europa. 1999 valde Kent att lämna Coca-Cola och bli vd för det turkiska bryggeriet Efes Beverage Group, som har dock nära samarbete med just Coca-Cola via deras moderbolag Anadolu Grubu. År 2005  återvände han till Coca-Cola för att bli president och COO för koncernens dotterbolag för Nordasien, Eurasien och Mellanöstern. Mindre än ett år senare blev han utnämnd till president för Coca-Cola International. Den 6 december 2007 meddelade Coca-Cola att deras styrelseordförande och vd Neville Isdell skulle lämna sin position som vd den 1 juli 2008 och man hade utsett Kent som ersättare. Den 23 april 2009 blev han ny styrelseordförande för koncernen efter att Isdell inte ville fortsätta på den posten. Den 9 december 2016 meddelade Coca Cola att Kent skulle avgå som vd och bli ersatt av James Quincey i maj 2017.
Han är son till den turkiske diplomaten, Necdet Kent.